# Eleição primária do Partido Republicano na Virgínia em 2012
A eleição primária do Partido Republicano na Virgínia em 2012 será realizada em 6 de março de 2012. Virgínia terá 49 delegados na Convenção Nacional Republicana.

## Resultados
| Eleição primária do Partido Republicano na Virgínia em 2012 | Eleição primária do Partido Republicano na Virgínia em 2012 | Eleição primária do Partido Republicano na Virgínia em 2012 | Eleição primária do Partido Republicano na Virgínia em 2012 |
| Candidato                                                   | Votos                                                       | Percentagem                                                 | Estimativa de delegados nacionais                           |
| ----------------------------------------------------------- | ----------------------------------------------------------- | ----------------------------------------------------------- | ----------------------------------------------------------- |
| Mitt Romney                                                 | 158.119                                                     | 59,54%                                                      | 43                                                          |
| Ron Paul                                                    | 107.451                                                     | 40,46%                                                      | 3                                                           |
| Totais                                                      | 265.570                                                     | 100,00%                                                     | 49                                                          |